# Дійсний таємний радник 1-го класу

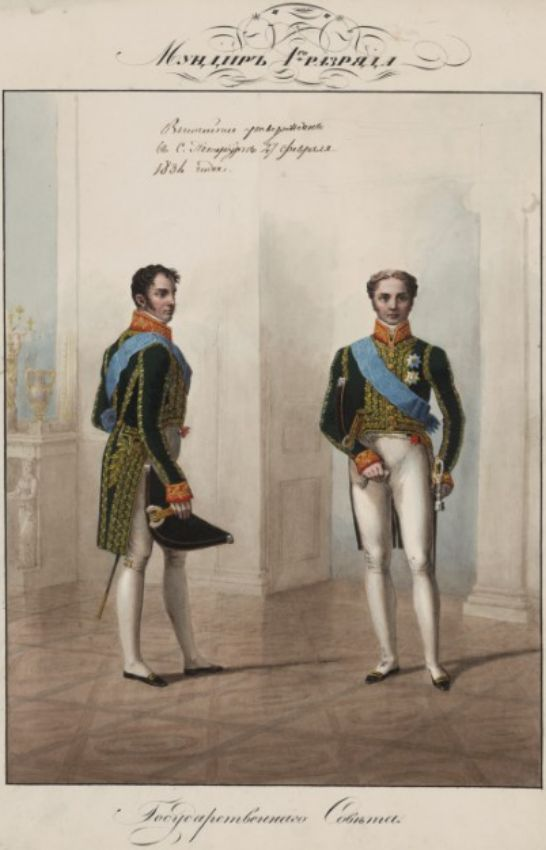

Ді́йсний тає́мний ра́дник 1-го кла́су  — цивільний (статський) чин I класу в Табелі про ранги з кінця XVIII ст., що давався особам, які через своє службове положення не могли іменуватися канцлерами. Відповідав чинам канцлера, генерал-фельдмаршала і генерал-адмірала. За час існування Російської імперії його отримали 13 чоловік.

## Дійсні таємні радники 1-го класу
1. 1773 — граф Микита Іванович Панін (1718—1783)
2. 1796 — світліший князь Олександр Андрійович Безбородько (1747—1799), з 1797 р. — державний канцлер
3. 1801 — граф Олександр Романович Воронцов (1741—1805), з 1802 р. — державний канцлер
4. 1807 — князь Олександр Борисович Куракін (1752—1818)
5. 1811 — граф Олександр Сергійович Строганов (1733—1811)
6. 1814 — світліший князь Петро Васильович Лопухін (1753—1827)
7. 1819 — світліший князь Андрій Кирилович Розумовський (1752—1836)
8. 1826 — князь Олексій Борисович Куракін (1759—1829)
9. 1841 — князь Олександр Миколайович Голіцин (1773—1844)
10. 1852 — князь Сергій Михайлович Голіцин (1774—1859)
11. 1868 — князь Павло Павлович Гагарін (1789—1872)
12. 1906 — граф Дмитро Мартинович Сольський (1833—1910)
13. 1916 — Іван Логінович Горемикін (1839—1917)